# Warza
Warza ist ein Ortsteil der Landgemeinde Nessetal im thüringischen Landkreis Gotha.

## Geografie
Der Ort liegt etwa 6 km nördlich von Gotha, etwa 14 km südlich von Bad Langensalza und etwa 30 km westlich von Erfurt. Die nächstliegenden Ortschaften sind Westhausen im Norden, Pfullendorf und Bufleben im Osten, Remstädt im Süden und Goldbach im Westen. Im Südosten etwas außerhalb der Ortslage entspringt der Warzabach, der sich durch den Ort schlängelt und schon nach 2640 m Länge (ab Quelle) bei Goldbach in den Flutgraben der Leina mündet. Das Dorf liegt in flachem Gelände, das leicht auf 1660 m um 9 m nach Norden abfällt, wo in etwa 284 m ü. NN die Nesse dahinfließt. Die einzig nennenswerte Erhebung ist der Grenzberg 840 m südlich der Ortslage, über den die Grenze zwischen Warza und Remstädt verläuft.

## Geschichte
Die erste urkundliche Erwähnung (als villa urze) entstammt dem Jahre 822. Im Jahre 1597 brach eine verheerende Pestepidemie aus. Damals sind ca. 160 der etwas über 200 Einwohner gestorben. Weitere Pestepidemien folgten in den Jahren 1625 und 1635–1637. Der Ort gehörte bereits im Jahr 1421 zum Amt Gotha, welches ab 1640 zum Herzogtum Sachsen-Gotha, ab 1672 zum Herzogtum Sachsen-Gotha-Altenburg und ab 1826 zum Herzogtum Sachsen-Coburg und Gotha gehörte. Seit 1920 lag Warza im Land Thüringen.
Am 1. Januar 2019 wurden die zuvor selbständigen Gemeinden Warza, Ballstädt, Bufleben, Friedrichswerth, Goldbach, Haina, Hochheim, Remstädt, Wangenheim, Brüheim und Westhausen zur Landgemeinde Nessetal zusammengeschlossen. Warza war Mitglied der Verwaltungsgemeinschaft Mittleres Nessetal.

### Einwohnerentwicklung
Entwicklung der Einwohnerzahl (31. Dezember):
| - 1994 – 684 - 1995 – 693 - 1996 – 724 - 1997 – 745 - 1998 – 774 - 1999 – 777 | - 2000 – 792 - 2001 – 771 - 2002 – 772 - 2003 – 764 - 2004 – 753 - 2005 – 753 | - 2006 – 754 - 2007 – 745 - 2008 – 744 - 2009 – 732 - 2010 – 714 - 2011 – 721 | - 2012 – 707 - 2013 – 691 - 2014 – 700 - 2015 – 697 - 2016 – 708 - 2017 – 721 |

## Sehenswürdigkeiten

### DorfkircheSt. Johannes
Die markanteste Sehenswürdigkeit von Warza ist die St.-Johannes-Kirche am südlichen Dorfende.

### GasthofVier Jahreszeiten

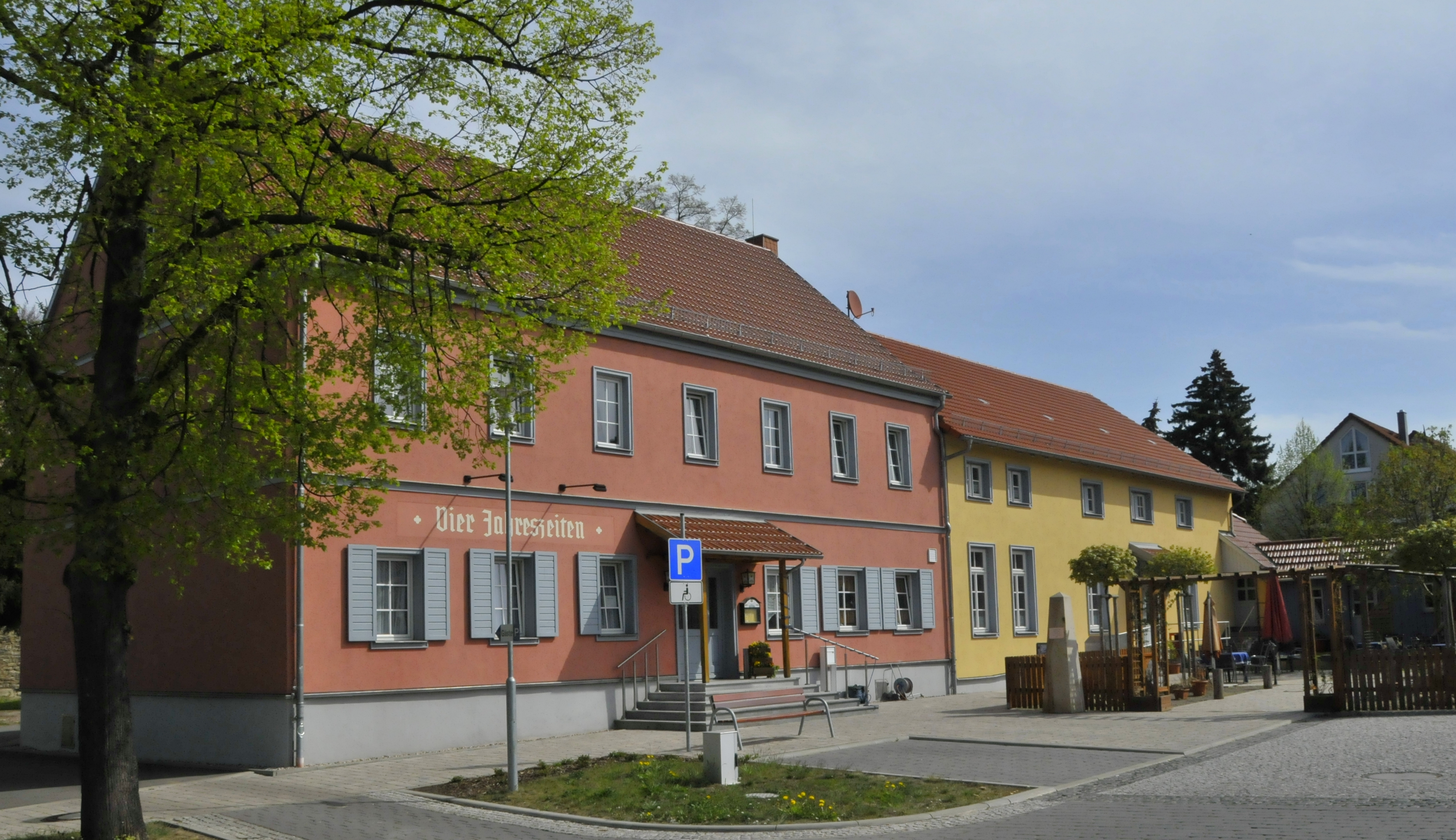
Gasthof Vier Jahreszeiten

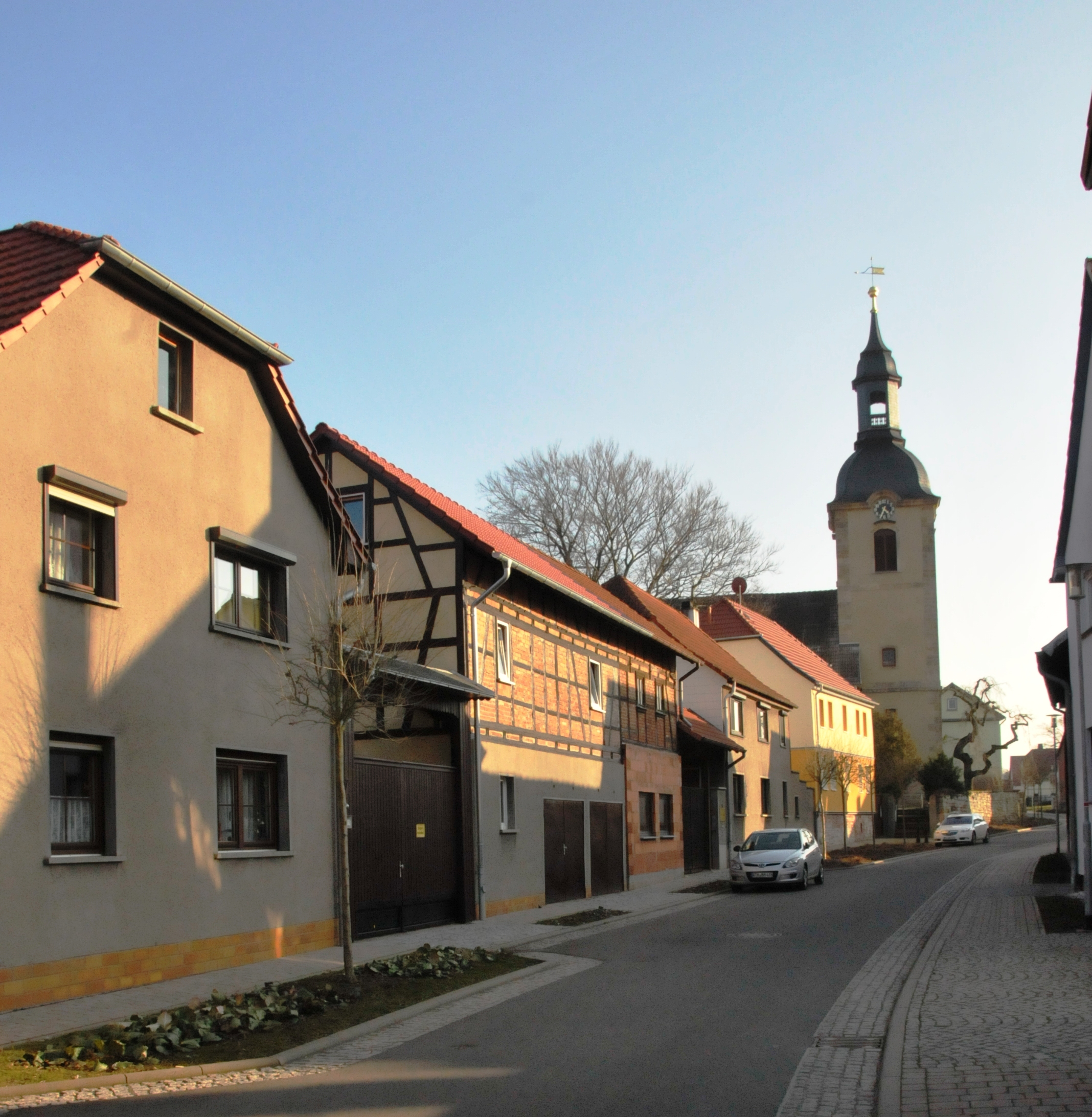
Blick durch die Kirchstraße zur Kirche

1349 wurde an der Stelle des heutigen Gasthofs Vier Jahreszeiten in unmittelbarer Nachbarschaft zur Dorfkirche ein Zollhaus mit einer Pferdewechselstation erbaut. Nach dem Übergang des Anwesens an die Gemeinde wurde es im Jahr 1792 abgerissen, um für einen Neubau Platz zu schaffen, der heute noch steht. Es bot sowohl preußischen als auch französischen Offizieren Unterkunft und Verpflegung und gewährte auch den preußisch-polnischen Arbeitern, die am Eisenbahnbau beteiligt waren, Unterkunft. Am 3. Mai 1869 feierte hier Herzog Ernst II. sein 25-jähriges Regierungsjubiläum. Im Jahre 1925 wurden der Saal und die Bühne angebaut. Während des Krieges und durch die Nutzung durch die ZBO kam es nur noch selten zu Veranstaltungen, beispielsweise Geflügelausstellungen oder Tanzveranstaltungen. 1986 wurde der Saal nach 20-jähriger Pause wieder für die Kirmesfeier genutzt. Ein Obelisk vor dem Gasthaus erinnert seit 2009 an die Umgestaltung des Gasthofplatzes im Rahmen der Dorferneuerung.

### Weitere Sehenswürdigkeiten
- Siehe auch: Liste der Kulturdenkmale in Nessetal

## Verkehr
Durch den Ort führt die vielbefahrene historisch bedeutende Straße von Gotha nach Bad Langensalza, heute die B 247. Von ihr zweigt am südlichen Ortsende die L 2123 ins westlich liegende Goldbach ab, die am nördlichen Ortsende die Verbindung zum östlich liegenden Bufleben schafft.
Am Südrand von Warza verkehrte von 1869 bis zum 28. September 1995 die Nessetalbahn von Bufleben nach Großenbehringen über Friedrichswerth als eine eingleisige Nebenbahn, die von der Bahnstrecke Gotha–Leinefelde abzweigte, und für die eine Bahnstation gebaut wurde.